# Aliona Savcenko
Aliona Savcenko (în germană Aljona Savchenko, în ucraineană Олена Валентинівна Савченко, n. 19 ianuarie 1984, Obuhiv, RSS Ucraineană, URSS) este o fostă patinatoare artistică germano-ucraineană.

## Carieră
Cu Stanislav Morosov a câștigat aurul la Campionatul Mondial de Juniori din 2000.
Începând cu 2003 a concurat pentru Germania alături de partenerul său Robin Szolkowy. Aljona Savchenko a obținut cetățenia germană în 2005. Au câștigat medalia de aur la Campionate Mondiale din 2008, 2009, 2011, 2012 și 2014. Atât la Jocurile Olimpice din 2010 cât și la Jocurile Olimpice din 2014 ei au obținut medalia de bronz.
Apoi a luat startul cu francezul Bruno Massot care a obținut cetățenia germană în 2017. În anul 2018 ei au câștigat aurul la Jocurile Olimpice de la Pyeongchang și la Campionatul Mondial de la Milano.

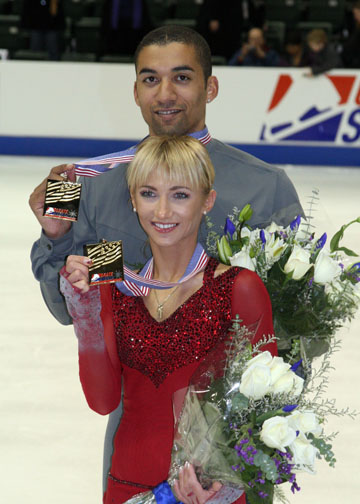
Savchenko și Szolkowy la concursul 2008 Skate America
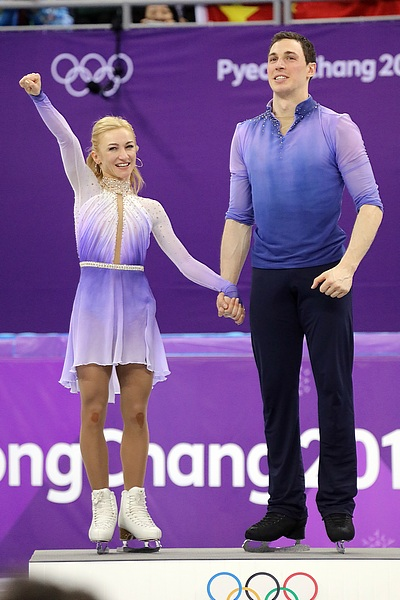
Savchenko și Massot la Jocurile Olimpice din 2018
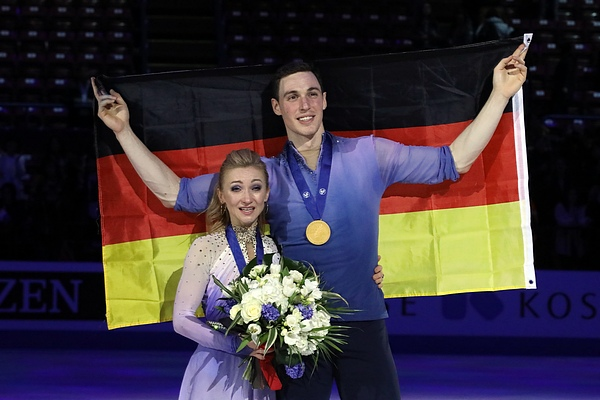
Savchenko și Massot la Campionatul Mondial din 2018